# William Arjona
William Peixoto Arjona (San Paolo, 31 luglio 1979) è un pallavolista brasiliano.
Gioca nel ruolo di palleggiatore nel Minas.

## Carriera
La carriera professionistica di William Arjona inizia nella stagione 1996-97 con la maglia dell'Esporte Clube União Suzano, col quale vince subito la Superliga. Dal 1997 al 1999 gioca nell'Unincor Três Corações e durante lo stesso periodo fa parte delle selezioni giovanili brasiliane, aggiudicandosi il campionato sudamericano under 21 nel 1998, venendo anche premiato come miglior palleggiatore, e classificandosi al terzo posto al campionato mondiale under 21 del 1999. Dal 1999 al 2001 gioca col Club de Regatas Vasco da Gama, vincendo due volte il Campionato Carioca.
Nel 2001-02 torna all'Esporte Clube União Suzano. Le due stagioni successive gioca col Santa Caterina Voleybol Clube, nel 2004-05 è al Bento Vôlei e la stagione successiva gioca con l'Associação On Line de Esportes, vincendo il Campionato Gaúcho. Dal 2006 al 2010 gioca per la prima all'estero, con il Club Ciudad de Bolívar, vincendo quattro volte il campionato argentino ed altrettante volte la coppa nazionale.
Nel 2010-11 torna in Brasile, ingaggiato dall'Associação Social e Esportiva Sada, con la quale vince subito il Campionato Mineiro ed esce sconfitto in finale di Superliga contro il Serviço Social da Indústria SP, ma nonostante la sconfitta viene eletto miglior palleggiatore della competizione. La stagione successiva vince nuovamente il titolo statale e si aggiudica per la seconda volta la Superliga, battendo in finale il GRER e venendo premiato come MVP della finale e miglior palleggiatore.
Nel corso della stagione 2012-13 vince il terzo titolo statale consecutivo. Partecipa e vince poi al campionato sudamericano per club, che a sua volta lo qualifica per la Coppa del Mondo per club, dove esce sconfitto in finale contro il Trentino Volley, ricevendo in entrambe le occasioni il riconoscimento di miglior palleggiatore; nell'estate 2013 fa il suo esordio con la nazionale brasiliana, con la quale è finalista alla World League, per poi vincere la medaglia d'oro al campionato sudamericano. Nella stagione successiva col Cruzeiro vince tutte le competizioni alle quali prende parte, aggiudicandosi il titolo statale, tre campionati mondiali per club, la Coppa del Brasile, il campionato sudamericano per club, con successi anche nell'edizione 2016 e 2017, e il terzo scudetto della sua carriera; con la nazionale vince la medaglia d'argento alla World League 2016 e quella d'oro ai Giochi della XXXI Olimpiade e quella d'argento al campionato mondiale 2018.

## Palmarès

### Club
- Campionato brasiliano: 6

1996-97, 2011-12, 2013-14, 2014-15, 2015-16, 2016-17
- Campionato argentino: 4

2006-07, 2007-08, 2008-09, 2009-10
- Coppa del Brasile: 3

2014, 2016, 2022
- Coppa ACLAV: 4

2006, 2007, 2008, 2009
- Campionato mondiale per club: 3

2013, 2015, 2016
- Campionato sudamericano per club: 4

2012, 2014, 2016, 2017
- Coppa Libertadores: 1

2020
- Campionato Carioca: 2

1999, 2000
- Campionato Gaúcho: 1

2005
- Campionato Mineiro: 4

2010, 2011, 2012, 2013

### Nazionale (competizioni minori)
- Campionato sudamericano under 21 1998
- Campionato mondiale under 21 1999

### Premi individuali
- 1997 - Campionato mondiale under 19: Miglior palleggiatore
- 1998 - Campionato sudamericano under 21: Miglior palleggiatore
- 2007 - Liga A1: MVP
- 2007 - Liga A1: Miglior palleggiatore
- 2008 - Liga Argentina: MVP
- 2008 - Liga Argentina: Miglior palleggiatore
- 2009 - Liga Argentina: Miglior palleggiatore
- 2010 - Liga Argentina: Miglior palleggiatore
- 2011 - Superliga: Miglior palleggiatore
- 2012 - Superliga Série A: MVP della finale
- 2012 - Superliga Série A: Miglior palleggiatore
- 2012 - Campionato sudamericano per club: Miglior palleggiatore
- 2012 - Mondiale per club: Miglior palleggiatore
- 2013 - Superliga Série A: Miglior palleggiatore
- 2013 - Mondiale per club: Miglior palleggiatore
- 2014 - Superliga Série A: Miglior palleggiatore
- 2015 - Superliga Série A: Miglior palleggiatore
- 2015 - Campionato mondiale per club: Miglior palleggiatore
- 2016 - Campionato sudamericano per club: Miglior palleggiatore
- 2016 - Superliga Série A: Miglior palleggiatore
- 2016 - Campionato mondiale per club: MVP
- 2017 - Campionato sudamericano per club: Miglior palleggiatore
- 2017 - Superliga Série A: Miglior palleggiatore
- 2018 - Superliga Série A: Miglior palleggiatore
- 2019 - Superliga Série A: Miglior palleggiatore
- 2020 - Coppa Libertadores: MVP
- 2020 - Coppa Libertadores: Miglior palleggiatore
- 2021 - Superliga Série A: Miglior palleggiatore
- 2022 - Superliga Série A: Miglior palleggiatore
- 2023 - Campionato sudamericano per club: Miglior palleggiatore